# Новиков, Анатолий Иванович (сварщик)
Анатолий Иванович Новиков (5 мая 1930 ― 9 июня 2018) ― советский и российский передовик строительной отрасли, общественный деятель, участник трудового фронта Великой Отечественной войны, почётный гражданин города Биробиджана (2000).

## Биография
Родился 5 мая 1930 года в Биробиджане. В 14 лет, подростком, начал свою трудовую деятельность. В 1944 году, когда ещё шла война, вместе с другими подростками стал работать на токарном станке. Делал заготовки для снарядов, которые отправлялись на фронт.
В 1945 году был награждён медалью «За доблестный труд в годы Великой Отечественной войны». После войны 49 лет работал в тресте «Биробиджанстрой», принимал участие в строительстве практически всех объектов региона — строил жилые дома, детские сады, школы, промышленные объекты.
Выполнял работу на наиболее ответственных участках. Работал на монтаже металлоконструкций при строительстве завода КПД-100, Лондоковского известкового завода, очистных сооружений города Биробиджана, здания областной филармонии Общий трудовой стаж — 56 лет.
На пенсии занимался гражданско-патриотическим воспитанием молодёжи. Участвовал в работе совета ветеранов ОАО «Биробиджанстрой», проводил лекции, экскурсии для школьников в строительном музее.
9 ноября 2000 года решением депутатов Биробиджанской городской Думы был удостоен звания «Почётный гражданин города Биробиджана».
Проживал в городе Биробиджане. Умер 9 июня 2018 года. Похоронен в родном городе.

## Награды и звания
- Медаль «За доблестный труд в Великой Отечественной войне 1941—1945 гг.»
- Медаль «За победу над Германией в Великой Отечественной войне 1941—1945 гг.»
- Ветеран труда
- другими медалями

- Почётный гражданин города Биробиджана (09.11.2000)